# Chelonoidis niger chathamensis
Chelonoidis niger chathamensis is een schildpad uit de familie landschildpadden (Testudinidae). De schildpad werd lange tijd als aparte soort gezien maar wordt tegenwoordig beschouwd als een ondersoort van de galapagosreuzenschildpad (Chelonoidis niger).

## Naam en indeling
De wetenschappelijke naam van de schildpad werd voor het eerst voorgesteld door John Van Denburgh in 1907. Oorspronkelijk werd de wetenschappelijke naam Testudo chathamensis gebruikt. Chelonoidis niger chathamensis was lange tijd een aparte soort naast de galapagosreuzenschildpad (Chelonoidis nigra), maar sinds het DNA-onderzoek een belangrijke plaats heeft binnen het systematisch onderzoek wordt het dier (weer) als een aparte soort onderbeschouwd. Vroeger werd de soort ook wel tot het geslacht Geochelone gerekend. Hierdoor wordt in de literatuur vaak een verouderde wetenschappelijke naam vermeld.
De soortaanduiding chathamensis betekent vrij vertaald 'wonend in Chatham' en slaat op de voormalige naam van San Cristobal; Chatham Island. 

## Uiterlijke kenmerken
De schildpad bereikt een maximale rugschildlengte tot 89 centimeter. Het schild is relatief kort en heeft overwegend een zadelvorm. Het schild is vaak een kruising tussen een zadelvorm en een koepelvorm.  Jongere dieren en vrouwtjes vertonen een bolvormige schildvorm terwijl oudere mannetjes meestal een zadelvormig rugschild hebben. Aan weerszijden van het rugschild zijn elf marginaalschilden aanwezig. De kleur van het schild is zwart. De kop en poten zijn donkergrijs tot zwart van kleur.
Het buikschild buikschild heeft een zwarte kleur en is relatief groot. De plastronformule is als volgt: abd > hum > fem > gul >< an > pect. Het buikschild is zowel aan de voorzijde als achterzijde versmald, een inkeping aan de achterzijde ontbreekt meestal. De staartpunt heeft geen verhard uiteinde. 
Mannetjes zijn van vrouwtjes te onderscheiden door een dikkere staart en doordat ze iets groter worden. 

## Verspreiding en habitat
Deze reuzenschildpad komt voor als endemische diersoort op de Galapagoseilanden (Ecuador, Zuid-Amerika) op het eiland San Cristobal. Het leefgebied bestaat uit vulkanische, ruige berghellingen met plaatselijk dicht struikgewas in het noordoosten van het eiland. De habitat bestaat uit dicht struikgewas, houtige struiken en gebieden met een begroeiing van grassen.

## Bedreiging en beschermingsstatus
In vroeger tijden zouden er volgens schattingen ongeveer 24.000 schildpadden moeten hebben geleefd op het eiland. In de jaren zeventig was dat aantal teruggelopen tot 500 - 700 dieren. In 2005 waren er als gevolg van beschermingsmaatregelen ongeveer 5700 exemplaren in het wild aanwezig. In 2026 steeg het aantal geschatte exemplaren naar 6700. 
Door de internationale natuurbeschermingsorganisatie IUCN is de beschermingsstatus 'bedreigd' toegewezen (Endangered of EN).